# Rouffiac-des-Corbières
Rouffiac-des-Corbières (Rofiac ou Rofian en occitan) là một xã của Pháp, nằm ở tỉnh Aude trong vùng Occitanie. 
Người dân địa phương trong tiếng Pháp gọi là Rouffiacais.

## Hành chính
| Danh sách các xã trưởng                |           |             |      |         |
| Giai đoạn                              | Giai đoạn | Tên         | Đảng | Tư cách |
| tháng 3 năm 2008                       |           | Anne Estebe |      |         |
| Tất cả các dữ liệu trước đây không rõ. |           |             |      |         |

## Thông tin nhân khẩu
| 1793 | 1800 | 1806 | 1821 | 1831 | 1836 | 1841 | 1846 | 1851 |
| ---- | ---- | ---- | ---- | ---- | ---- | ---- | ---- | ---- |
| 105  | 144  | 135  | 182  | 207  | 221  | 229  | 240  | 239  |

| 1856 | 1861 | 1866 | 1872 | 1876 | 1881 | 1886 | 1891 | 1896 |
| ---- | ---- | ---- | ---- | ---- | ---- | ---- | ---- | ---- |
| 235  | 220  | 203  | 197  | 185  | 208  | 218  | 212  | 183  |

| 1901 | 1906 | 1911 | 1921 | 1926 | 1931 | 1936 | 1946 | 1954 |
| ---- | ---- | ---- | ---- | ---- | ---- | ---- | ---- | ---- |
| 190  | 191  | 174  | 190  | 174  | 181  | 177  | 186  | 155  |

| 1962                                         | 1968 | 1975 | 1982 | 1990 | 1999 | 2004 | - | - |
| -------------------------------------------- | ---- | ---- | ---- | ---- | ---- | ---- | - | - |
| 150                                          | 131  | 115  | 101  | 88   | 83   | 97   | - | - |
| Số liệu kể từ 1962 : dân số không tính trùng |      |      |      |      |      |      |   |   |

Graphique d'évolution de la population 1794-1999